# Plugg
För andra betydelser, se Plugg (olika betydelser).

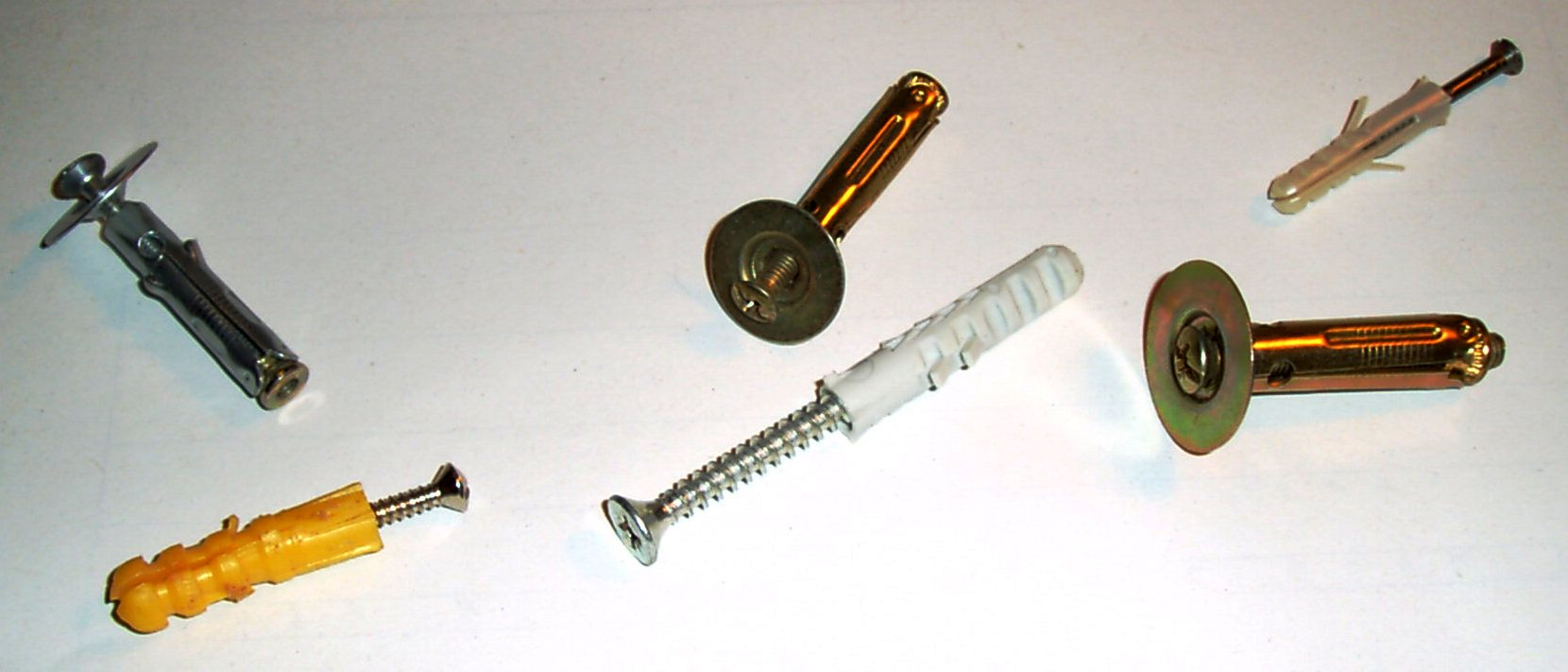
Olika pluggar

Plugg, anordning som ska fästa i ett hål. Olika plugg används för infästning i olika material. 

## Plastplugg

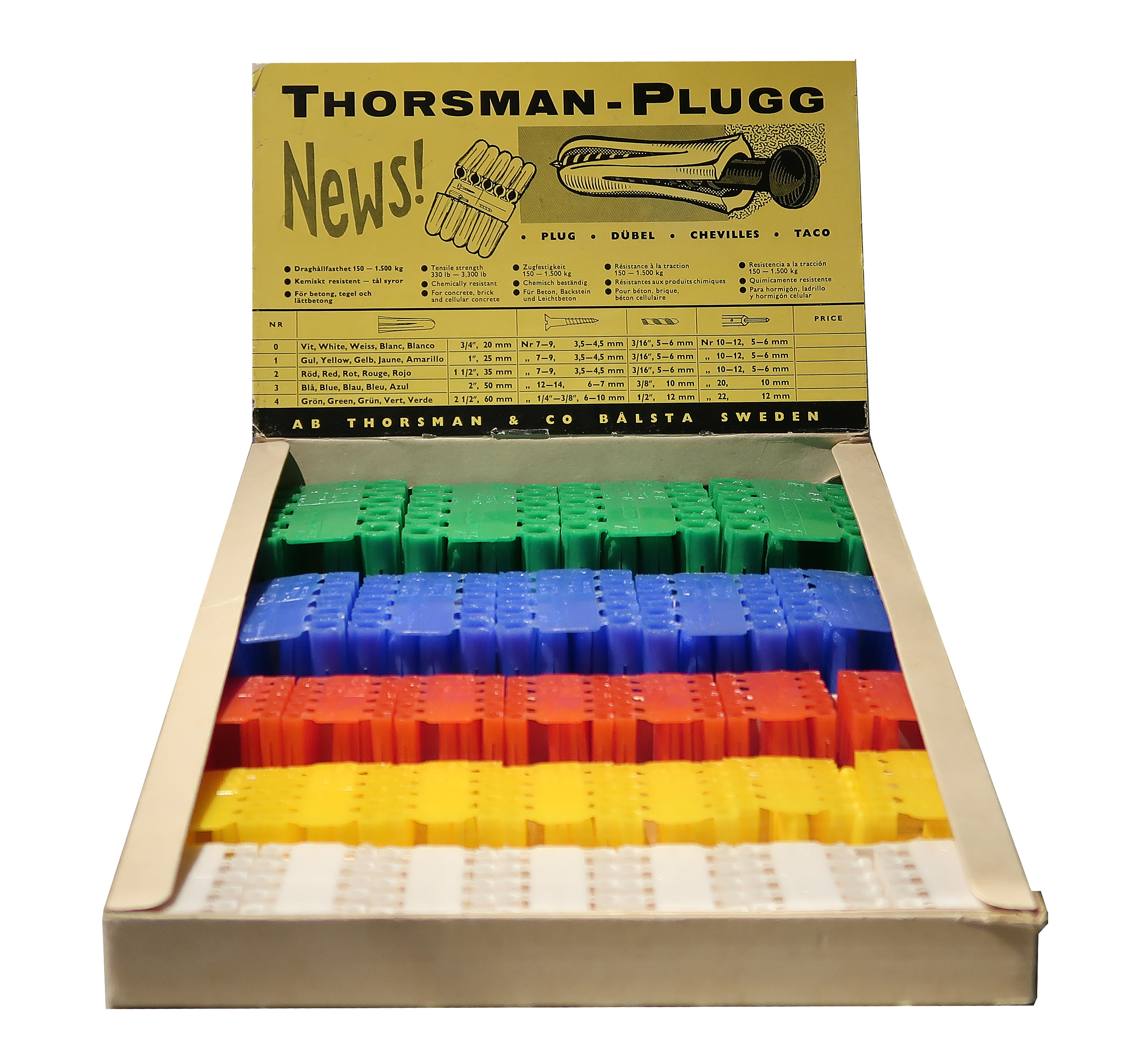
Thorsman färgkodade pluggar patenterades 1957.

Oswald Thorsman patenterade den färgkodade plastpluggen 1957. Vanliga plastpluggar sorteras i olika storlek efter färg; gula, röda, bruna och blå enligt nedan:
| Färg   | Borrhålets diameter | Borrdjup | Skruvens diameter |
| Vit    | 5,5 mm              | 20 mm    | 3-5 mm            |
| Gul    | 5,5 mm              | 25 mm    | 4-5 mm            |
| Röd    | 5,5 mm              | 40 mm    | 4-5 mm            |
| Brun   | 8 mm                | 45 mm    | 5-6 mm            |
| Blå    | 10 mm               | 50 mm    | 6-8 mm            |
| Grön   | 12 mm               | 65 mm    | 8-10 mm           |
| Grå    | 14 mm               | 78 mm    | 10-12 mm          |
| Orange | 16 mm               | - mm     | 12 mm             |

## Universalplugg
För lättare montage i hårt material så som betong samt skivmaterial.

## Gipsplugg
Används vid infästning i gipsskivor och är avsedd för montage i gips. Ser ut som en stor skruv som man kan skruva in sin egen skruv i.

## Expanderplugg
Expanderpluggen är gjord av metall och kräver en montagetång för att pluggen ska formförändras så att den hålls på plats.

## Fasadplugg
För montage i fasadmaterial med hålrum.

## Spikplugg
För montage med spik i betong, natursten, tegel och liknande. 

## Lättbetongplugg
För montage i lättbetong, leca och andra porösa material.